# أكاديمية تشانغ إيفرتون لكرة القدم
أكاديمية تشانغ إيفرتون لكرة القدم تعتبر أكاديمية لكرة القدم يديرها نادي إيفرتون وتاي بيفيرجز وإدارة مدينة بانكوك . 
الأكاديمية كانت من احدى التزامات صفقة رعاية نادي كرة القدم مع تشانغ بير . بعث النادي إيفرتون مدربون وأجهزة تدريب إلى نادي تشونبوري لكرة القدم وراتشابراتشا وأكاديمية بانكوك لكرة القدم . 
رئيس أكاديمية إيفرتون راي هول أراد أن يكون نادي إيفرتون هو أول ناد يقدم لاعب كرة قدم تايلاندي بارع. 

## روابط خارجية
- مشروبات تايلاندية
- إيفرتون الرسمية